# Chanothianá
Pour les articles homonymes, voir Bali (homonymie).
Chanothianá, en grec moderne : Χανοθιανά, est un village du dème de Mylopótamos, en Crète, en Grèce. Selon le recensement de 2011, la population de Chanothianá compte 6 habitants. Il est situé à une altitude de 80 m et à une distance de 20 km de Réthymnon.